# Света девица Мастридија
Света девица Мастридија Александријска  (ум. ок. 580. г.) је хришћанска светитељка. 
Помен у православној цркви одржава се 7. децембра (24. новембра по јулијанском календару).

По житију, Мастридија је живела у Александрији Египат. У раној младости је положила завет на девичанство, проводећи живот у посту и молитви. Један младић, жудећи за њом, упорно је покушавао да убеди Мастридију да прекрши завет чедности. Преосвећена, уморна од гоњења, преко слушкиње га је позвала у своју кућу:
Мастридија, када је младић ушао у њу, бавила се ткањем платна, и упитала га је:
„Зашто ми, брате, доносиш толику тугу и тугу да ме не пушташ ни у цркву?“
- Истина, - одговори младић, - много те волим, а кад те видим сав сам, као огњен.
Шта видиш у мени? упитала је Мастридија младића.
„Видим твоје очи тако лепе“, рече младић, „да ме заводе.

Света Дјева, чувши да њене очи заводе људе, шатлом којим је ткала платно, одмах је себи избола очи." — Димитрије Ростовски. Житија Светих (24. новембар)
Видевши поступке Мастридије, младић се покајао и, узевши монаштво, постао је подвижник.